# Christian Göttner
Christian Göttner (* 1968 in Wolfenbüttel) ist ein deutscher Journalist, Sportjournalist und Autor. Er war Chefredakteur und Mitherausgeber der Stadt- und Szenemagazine SUBWAY, indigo und BackStage. Seit 2012 leitete Göttner die Magazin-Sparte der Braunschweiger Zeitung.

## Leben
Er studierte Kulturwissenschaften. Als Sportjournalist schrieb er eine regelmäßige Kolumne für die Vereins- und Stadionzeitung des Fußballvereins Eintracht Braunschweig.
Seine journalistische Laufbahn begann Christian Göttner 1988 als Redakteur beim Stadtmagazin SUBWAY. Dort war er ab 1992 bis zu seinem Ausscheiden 2012 Chefredakteur, Prokurist und Gesellschafter. Seitdem leitete Göttner die Redaktionen der Magazine (Standort38, Exklusive Wohnwelten, Studi38, Hauskatalog, Backzeit, Torjäger, Immobilienmagazin u. a.) der Braunschweiger Zeitung. Seit 2019 war er außerdem als Leiter der Sonderthemen der FUNKE Medien Niedersachsen GmbH tätig. Zudem verantwortete Göttner dort auch den Bereich Native Advertising. Heute ist er, seit 2022, bei der Volksbank BRAWO im Bereich Presse, PR und Marketing beschäftigt und außerdem Pressesprecher des ATP-Challenger-Turniers BRAWO OPEN.
Göttner lebt in Braunschweig.

## Rezeption
Leonard Hartmann befindet für die Braunschweiger Zeitung, dass es sich gelohnt hat, dass Christian Göttner und Stefan Peters für Was geht, Eintracht Braunschweig?: 67 Interviews mit legendären Fußballern viele Stunden in Archiven und Bibliotheken verbracht haben.

## Werke
- Was geht, Eintracht Braunschweig?: 67 Interviews mit legendären Fußballern. Agon, Kassel 2007, ISBN 978-3-89784-336-3.
- mit Stefan Peters: 100 Spiele Eintracht: Die emotionalsten Partien der Vereinsgeschichte von Eintracht Braunschweig. Die Werkstatt, Göttingen 2013, ISBN 978-3-7307-0052-5.